# Саджая, Алексей Николаевич
Алексей Николаевич Саджая (февраль 1898, с. Патара-Коки, Зугдидский уезд, Кутаисская губерния, Российская империя — 5 ноября 1942, СССР) — советский государственный и партийный деятель, сотрудник органов государственной безопасности. 
Народный комиссар государственной безопасности Узбекской ССР. Комиссар государственной безопасности 3-го ранга.

## Биография
Грузин, из крестьянской семьи, в партии с РКП(б) 1919, в ВЧК с 1921.
Чёрнорабочий, грузчик в городе Туапсе, в 1917 участник установления советской власти на Кубани, с 1918 служил в партизанском отряде и РККА рядовым, разведчиком. Окончил Курсы политработников при Политическом отделе 9-й армии. С 1921 на подпольной работе в Абхазии, создавал партийные ячейки в Западной Грузии. С того же года в органах безопасности. В 1931—1934 председатель ОГПУ Аджарской АССР; в 1934—1935 начальник Управления НКВД по Аджарской АССР. С 1935 по 1938 — первый секретарь Потийского, Кутаисского горкомов и Аджарского обкома КП(б) Грузии. В 1938—1941 — народный комиссар внутренних дел Узбекской ССР (вместо репрессированного Д. З. Апресяна.) В феврале — июле 1941 года — народный комиссар государственной безопасности Узбекской ССР.
Член Центральной ревизионной комиссии ВКП(б) (1939—1942).
С июля 1941 года — 1-й заместитель председателя Совета народных комиссаров Грузинской ССР. Погиб во время бомбардировки будучи членом Военного совета Закавказского фронта.

### Звания
- Старший майор государственной безопасности (28.12.1938);
- Комиссар государственной безопасности 3-го ранга (14.03.1940).

### Награды
- орден Ленина 26.04.1940;
- орден Ленина 13.12.1942 (посмертно).
- орден Трудового Красного Знамени 23.12.1939;
- орден Трудового Красного Знамени Грузинской ССР 10.04.1931;
- знак «Почётный работник ВЧК—ГПУ (V)» № 574;
- знак «Почётный работник ВЧК—ГПУ (XV)» 20.12.1932;